# Per Borg
Per Olof Borg, född 27 september 1943 i Östanå, är en svensk tidigare socialdemokratisk politiker och generaldirektör.

## Biografi
Borg tog pol.mag.-examen i Göteborg 1969 och var därefter anställd i Finansdepartementet 1969-1971, i Handelsdepartementet 1971-1978. Under sina studieår var Borg aktiv i Göteborgs socialdemokratiska studentförening, och satt i dess styrelse 1968-1969. Han var avdelningschef och ställföreträdande generaldirektör vid Överstyrelsen för ekonomiskt försvar 1978-1981, samt direktör och chef för Impod 1981-1982. Han var därefter statssekreterare i Försvarsdepartementet under de socialdemokratiska regeringarna 1982–1988 och generaldirektör för Försvarets materielverk 1988-1995.